# Zona de Monumentos Históricos de Querétaro
A Zona de Monumentos Históricos de Querétaro é um Património Mundial da Unesco desde 1996. Localiza-se no estado de Querétaro, no México.
A velha cidade colonial de Querétaro não é muito comum por ter mantido lado a lado o plano de cidade geométrico dos espanhóis e o plano de cidades índio, com as suas ruas sinuosas. Os Otomi, os Tarasco, os Chichimeca e os espanhóis viveram em conjunto pacificamente na cidade, que é notável pelos seus muitos ornamentos e monumentos barrocos, civis e religiosos, da sua idade de ouro nos séculos XVII e XVIII.

## Ligações Externas
- (em inglês) Unesco - Zona de Monumentos Históricos de Querétaro